# Stazione di Spira Centrale
La stazione di Spira Centrale (in tedesco Speyer Hbf) è la principale stazione ferroviaria della città tedesca di Spira.

## Storia
Il fabbricato viaggiatori, in stile moderno, venne ultimato nel 1953.

### Esplicative
1. ↑  Abbreviazione di Speyer Hauptbahnhof, letteralmente "Spira stazione principale".

### Bibliografiche
1. ↑  (DE) Martin Schack, Neue Bahnhöfe. Empfangsgebäude der Deutschen Bundesbahn 1948–1973, Berlino, Verlag B. Neddermeyer, 2004,  p. 169, ISBN 3-933254-49-3.